# Condado de Clark (Ohio)
O Condado de Clark é um dos 88 condados do estado americano de Ohio. A sede do condado é Springfield, e sua maior cidade é Springfield. O condado possui uma área de 1 045 km² (dos quais 10 km² estão cobertos por água), uma população de 144 742 habitantes, e uma densidade populacional de 140 hab/km² (segundo o censo nacional de 2000). O condado foi fundado em 1808.